# Finale de la Coupe des clubs champions européens 1972-1973

La finale de la Coupe des clubs champions européens 1972-1973 voit l'Ajax Amsterdam décrocher une troisième C1 consécutive. La Juventus Turin atteint ce stade de la compétition pour la première fois de son histoire. Cette rencontre est la dernière pour Stefan Kovacs à la tête de l'Ajax. Les néerlandais ouvrent la marque très tôt par Johnny Rep 5e, qui sur une tête trompe le portier Dino Zoff; le gardien italien ne sera pas exempt de tout reproche sur cette action, Čestmír Vycpálek l'entraineur de la formation turinoise, qualifiera ce but de stupide. La rencontre se poursuit sur un faux rythme même si au bout d'une demi-heure les Turinois se ruent davantage à l'offensive. Plus tard Johnny Rep expliquera qu'il lui semblait que les italiens étaient satisfaits de ne pas perdre sur un score plus fleuve en acceptant la défaite.  
Avant cette rencontre l'entraineur roumain de l'Ajax dut gérer un problème de concentration de la part de ses joueurs. Ces derniers avaient en effet appris que le football espagnol ouvrait ses frontières aux joueurs étrangers. Beaucoup, désireux de partir à l'avenir dans ce nouvel eldorado proposant des conditions salariales bien meilleures, n'avaient pas la concentration maximale sur l'échéance à venir.

## Parcours des finalistes
Note : dans les résultats ci-dessous, le score du finaliste est toujours donné en premier (D : domicile ; E : extérieur).
| Ajax Amsterdam                      | Ajax Amsterdam                      | Ajax Amsterdam                      | Ajax Amsterdam                      |                     | Juventus FC            | Juventus FC | Juventus FC | Juventus FC | Juventus FC |
| ----------------------------------- | ----------------------------------- | ----------------------------------- | ----------------------------------- | ------------------- | ---------------------- | ----------- | ----------- | ----------- | ----------- |
| Adversaire                          | Total                               | Aller                               | Retour                              | Tour                | Adversaire             | Total       | Aller       | Retour      |             |
| Exempté en tant que tenant du titre | Exempté en tant que tenant du titre | Exempté en tant que tenant du titre | Exempté en tant que tenant du titre | Premier tour        | Olympique de Marseille | 3 - 1       | 0 - 1 (E)   | 3 - 0 (D)   |             |
| CSKA Sofia                          | 6 - 1                               | 3 - 1 (E)                           | 3 - 0 (D)                           | Huitièmes de finale | FC Magdebourg          | 2 - 0       | 1 - 0 (D)   | 1 - 0 (E)   |             |
| Bayern Munich                       | 5 - 2                               | 4 - 0 (D)                           | 1 - 2 (E)                           | Quarts de finale    | Újpest FC              | 2E - 2      | 0 - 0 (D)   | 2 - 2 (E)   |             |
| Real Madrid                         | 3 - 1                               | 2 - 1 (D)                           | 1 - 0 (E)                           | Demi-finales        | Derby County           | 3 - 1       | 3 - 1 (D)   | 0 - 0 (E)   |             |

## Feuille de match
| 30 mai 1973 | Ajax Amsterdam | 1 – 0   | Juventus FC | Stadion Crvena Zvezda, Belgrade                     |                                                     |
|             | Rep 5e         | (1 – 0) |             | Spectateurs : 89 484 Arbitrage : Milivoje Gugulović | Spectateurs : 89 484 Arbitrage : Milivoje Gugulović |
|             | Rapport        |         |             | Spectateurs : 89 484 Arbitrage : Milivoje Gugulović | Spectateurs : 89 484 Arbitrage : Milivoje Gugulović |

| Ajax | Juventus |

| G             | 1  | Heinz Stuy        |
| RB            | 3  | Wim Suurbier      |
| LB            | 5  | Ruud Krol         |
| MD            | 7  | Johan Neeskens    |
| MG            | 9  | Gerrie Mühren     |
| AVC           | 11 | Piet Keizer       |
| DC            | 12 | Horst Blankenburg |
| DC            | 13 | Barry Hulshoff    |
| MO            | 14 | Johan Cruijff     |
| MC            | 15 | Arie Haan         |
| Att           | 16 | Johnny Rep        |
| Entraineur :  |    |                   |
| Stefan Kovacs |    |                   |

| G                | 1  | Dino Zoff            |     |     |
| DG               | 2  | Gianpietro Marchetti |     |     |
| DD               | 3  | Silvio Longobucco    |     |     |
| MC               | 4  | Giuseppe Furino      | 66e |     |
| DC               | 5  | Francesco Morini     |     |     |
| DC               | 6  | Sandro Salvadore     |     |     |
| ATD              | 7  | José Altafini        |     |     |
| MD               | 8  | Franco Causio        |     | 57e |
| CF               | 9  | Pietro Anastasi      |     |     |
| MG               | 10 | Fabio Capello        |     |     |
| ATT              | 11 | Roberto Bettega      |     | 49e |
| Remplaçants :    |    |                      |     |     |
| M                | 14 | Antonello Cuccureddu |     | 57e |
| M                | 15 | Helmut Haller        |     | 49e |
| Entraineur :     |    |                      |     |     |
| Čestmír Vycpálek |    |                      |     |     |